# Петренко Георгій Іванович
Георгій Іванович Петренко (1889, Кишинів, Російська імперія — 1943, Харків, СРСР) — радянський український учений, хімік, професор, заслужений діяч науки УРСР (1935). Завідувач кафедри неорганічної хімії Харківського державного університету і завідувач відділу у Науково-дослідному інституті хімії при Харківському державному університеті. Помер в Харкові під час німецької окупації.

## Життєпис
Георгій Петренко народився у 1889 році у Кишиневі, його батьком був заможним селянином. Вищу освіту здобував в Імператорському Новоросійському університеті, по закінченні якого працював у російських та німецьких вчених. Зокрема працював у лабораторії хіміка Густава Тамана і, як зазначали дослідники М. О. Мчедлов-Петросян та В. Н. Колесников, Петренко «пройшов школу» Тамана. По поверненню на Батьківщину став працювати в Імператорському Харківському університеті (з 1921 Харківський інститут народної освіти, з 1930 Харківський фізико-хіміко-математичний інститут, з 1932 Харківський державний університет), де отримав звання приват-доцента. Пізніше став професором, а в 1928 році очолив кафедру неорганічної хімії. У 1935 році, у зв'язку з 130-річчям університету та зважаючи на його наукові досягнення, Георгій Петренко отримав звання заслуженого діяча науки УРСР. Того ж року, або, за іншими відомостями, наступного, залишив посаду завідувача і перевівся до Науково-дослідного інституту хімії при Харківському державному університеті, де очолив відділ. Займався дослідженням металів у організованій ним при інституті лабораторії металознавства, яку очолював до жовтня 1941. В останні роки життя захворів на цукровий діабет і рідко бував в інституті, однак продовжував займатися науковою роботою.
Під час Німецько-радянської війни залишився у Харкові, бо через діабет йому ампутували ногу. Останні роки життя важко хворів, помер в окупованому Харкові у 1943 році.

## Наукова діяльність
Георгій Петренко займався дослідженням рівноваг у металевих системах та властивостей різних металевих кольорових сплавів. Був одним з піонерів з застосування методів фізико-хімічного аналізу до металевих систем. За результатами своїх досліджень побудував діаграми «склад-властивість» низки кольорових сплавів, здебільшого подвійних. Вважається одним із засновників електричної теорії металевих сплавів.
Окрім того, Георгій Петренко займався підготовкою наукових кадрів, сформувалася окрема наукова школа. Разом з учнями дослідив 12 бінарних систем срібла з іншими металами. Було опубліковано близько п'ятдесяти наукових праць, відомості про ці системи увійшли як до вітчизняних, так і до іноземних довідників та монографій. Серед його учнів були Г. Р. Виногоров, Б. Г. Петренко, Ф. К. Тищенко та Є. Є. Черкашин. Також під його керівництвом в НДІ хімії працював Н. Ф. Лашко.
Був активним членом Харківського Фізико-хімічного товариства.

## Особистість
Академік Микола Курнаков, вважав Георгія Петренка «тонким спостерігачем, який розбирався в найскладніших явищах і вмів вирішувати найскладніші завдання» і дуже позитивно оцінював його праці.
Хімік Борис Красовицький, називав Петренка автором інтересних та важливих наукових праць по дослідженню металевих сплавів, але поганим лектором. Читав він лекції плутано, переходив з однієї теми на іншу, через що студентам було важко записувати його слова. Станом на 1933 рік, Красовицький описував Петренка як сивого чоловіка трохи вище середнього зросту з «професорською» бородою, який виглядав старшим за свій вік.
Георгій Петренко мав «чварний» характер і конфліктував з багатьма своїми колегами, зокрема з завідувачем кафедри органічної хімії Костянтином Красуським. Після того як у 1928 році Петренко на засіданні Російського хімічного товариства облив Красуського чаєм, останній заявив, що на факультеті повинен був залишитися хтось один. Невдовзі відбулися вибори завідувача кафедри неорганічної хімії, на яких переміг Петренко завдяки голосам студентів. Як стверджував Борис Красовицький, Петренко «загравав» перед студентами, показуючи себе демократичним викладачем, вихідцем з селянської родини. Після цієї перемоги Красуський покинув Харківський інститут народної освіти та переїхав до Баку. Іншим науковцем, з яким конфліктував Петренко був професор Леон Андреасов, майбутній декан хімічного факультету. При зустрічі Петренко публічно називав свого ворога «Армяшка», на що останній називав його «Кулаком».

## Наукові праці
Роботи Георгія Петренка прочитані на засіданнях Харківського Фізико-хімічного товариства:
- О сплавах меди с фосфором Неуп'а в связи с методами исследования (1907)
- Очерк научных заслуг Розебоома (1907)
- Физико-химическое исследования сплавов алюминия с серебром (1909)
- О сплавах серебра с кадмием (у співавторстві з А. С. Федоровим; 1910)
- К вопросу о соединениях серебра с кадмием (1911)
- О влиянии поверхностной энергии на строение эвтектики в сплавах алюминия с серебром (1911)
- Новые модификации цинка, алюминия и возможность предсказания их в бинарных системах (1911)
- Электропроводность сплавов серебра с цинком в закалённом и отожжённом состоянии (1913)
- О полиморфизме цинка (1914)
- Механические свойства цинка в связи с его полиморфизмом (1914)
- О твердости сплавов серебра с цинком и алюминия с серебром (1914)
- Графическая экстраполяция точек превращения некоторых элементов (1915)
- О потенциалах сплавов цинка с серебром (у співавторстві з М. В. Яковлєвим; 1915)